# Iverak
Iverak (lat. Platichthys flesus) ili obični iverak, kod nas se naziva još i iver, pasara, ploča, romb. To je riba iz porodice Pleuronectidae. U Jadranu naraste do 45 cm duljine, i do 1,3 kg težine, a u Atlantiku naraste znatno veći, do 60 cm duljine i čak do 14 kg težine. Ovo je riba karakterističnog oblika, oči joj se nalaze na jednoj strani, gornjoj, a to je najčešće desna, ovalnog je oblika, bočno spljoštena. Već je rečeno da se oči nalaze kod većine primjeraka na desnoj strani, odnosno gore, iako se ponekad srene i obrnut slučaj. Donja strana iverka je bjelkasta, skoro bijela s nepravilnim zatamnjenim mrljama, dok je gornja strana smećkasta, ili zelenkasto smeđa sa žuto-smeđim ili crvenkasto-smeđim pjegama, ovisno o boji okoline. Na tubovima peraja, odozgo ima niz kvrgavih izraslina. Iverak obični živi na muljevitom ili pjeskovitom dnu na dubinama do 100 m, gdje se hrani rakovima, školjkama, puževima i sitnijom ribom. Najčešće živi u skupinama u blizini ušća rijeka, ili u područjima s boćatom vodom. Noću je aktivniji nego danju, kada je najčešće dobro kamufliran te vrlo teško vidljiv. Iverak obični je migratorna vrsta, ljeti je bliže obali i pliće, a zimi ide u dublje vode. Mrijesti se u proljeće, a mlađi primjerci se hrane planktonom i larvama insekata na ušćima rijeka. Vrlo je ukusna i cijenjena riba za prehranu, iako kod nas nije česta.

## Rasprostranjenost
Iverak obitava na području istočnog Atlantika, Po cijelom području obale Europe, kao i po cijelom Mediteranu i Crnom moru. Balastnim vodama brodova prenesen je i oko obala SAD i Kanade.

## Vanjske poveznice
|  | Zajednički poslužitelj ima još gradiva o temi Iverak |
|  | Wikivrste imaju podatke o taksonu Iverak             |